# Fédération malienne de handball
La Fédération malienne de handball est une association d’intérêt public créée en 1963. Elle a pour but de promouvoir et réglementé le handball au Mali. Elle a également pour mission de géré le championnat malien et les équipes nationales maliennes. La Fédération malienne de handball est affiliée à la Confédération africaine de handball et à la Fédération internationale de handball.

## Équipes
- Équipe du Mali féminine de handball
- Équipe du Mali masculine de handball